# Мексикано-тринидадские отношения
Мексикано-тринидадские отношения — двусторонние дипломатические отношения между Мексикой и Тринидадом и Тобаго. Страны являются членами Ассоциации карибских государств, Сообщества стран Латинской Америки и Карибского бассейна, Организации американских государств и Организации Объединённых Наций.

## История
У этих американских государств схожая ранняя история: первоначально они находились под контролем Испанской империи. В 1802 году Тринидад и Тобаго стал частью Британской империи. В 1962 году Тринидад и Тобаго стал независимым государством. 30 апреля 1966 года страны установили дипломатические отношения. В 1982 году Мексика открыла посольство в Порт-оф-Спейне, однако в 1985 году его закрыла из-за финансовых трудностей. Посольство Мексики было вновь открыто в 1995 году.
В августе 1975 года президент Мексики Луис Эчеверриа посетил с официальным визитом Тринидад и Тобаго. Во время визита встретился с премьер-министром Тринидада и Тобаго Эриком Уильямсом. В январе 1998 года премьер-министр Тринидада и Тобаго Басдео Пандай совершил официальный визит в Мексику, где провёл переговоры с президентом Эрнесто Седильо. Затем было ещё несколько визитов на высшем уровне между лидерами обеих стран. В 2016 году государства отметили 50-летие со дня установления дипломатических отношений.

## Визиты на высоком уровне
Из Мексики на Тринидад и Тобагo:

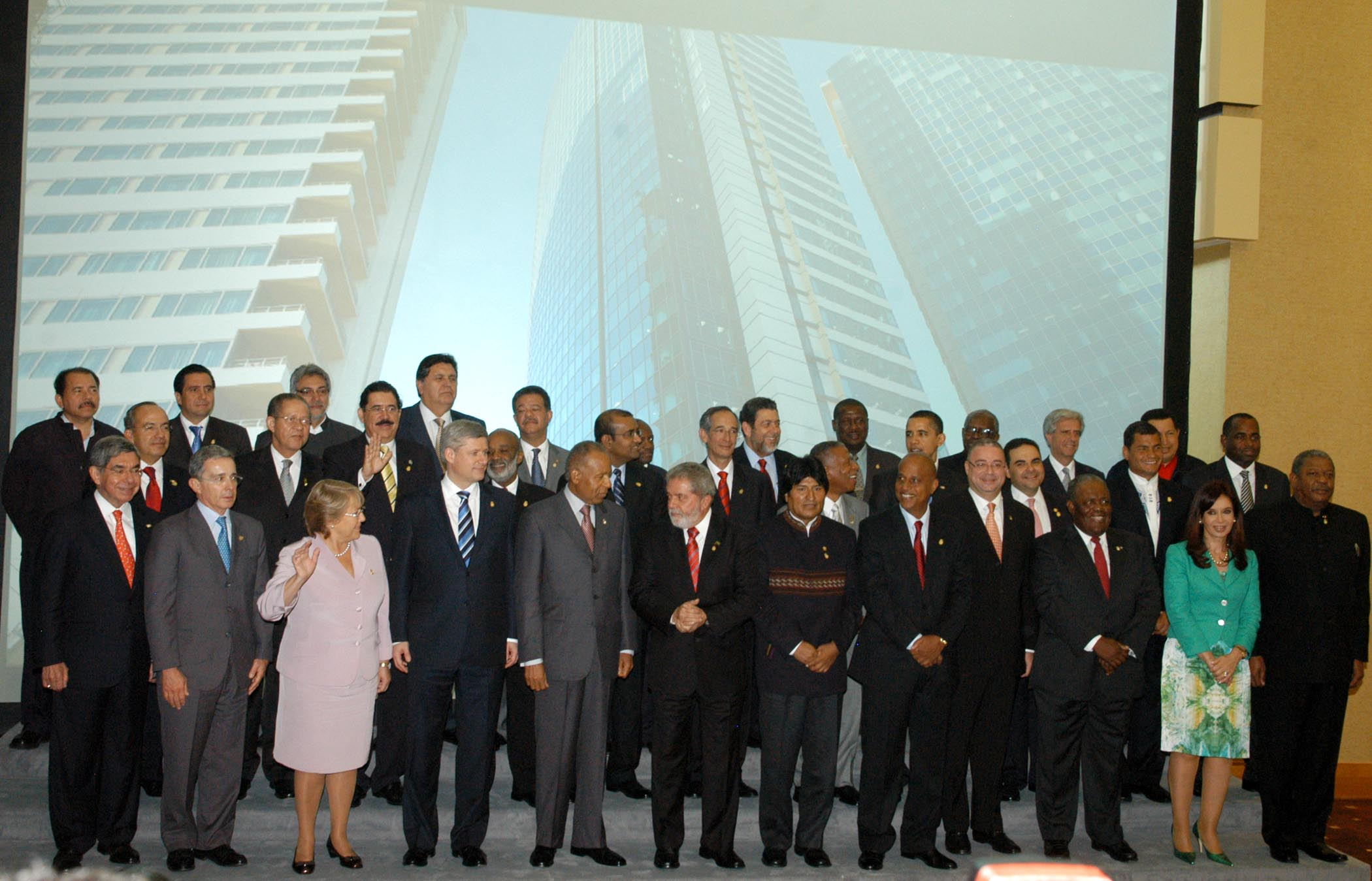
Президент Мексики Фелипе Кальдерон вместе с премьер-министром Тринидада и Тобаго Патриком Маннингом на Саммите Америк в Порт-оф-Спейне в апреле 2009 года.

- президент Луис Эчеверриа (1975 год);
- президент Фелипе Кальдерон (2009 год).

С Тринидада и Тобаго в Мексику:
- премьер-министр Басдео Пандай (1998 год);
- премьер-министр Патрик Маннинг (2008 и 2010 годы).

## Двусторонние соглашения
Между странами подписано несколько двусторонних соглашений, таких как: Соглашение о научно-техническом, образовательном и культурном сотрудничестве (1975 год); Соглашение об отмене визовых требований для владельцев дипломатических и служебных паспортов (1997 год); Соглашение о сотрудничестве в борьбе с незаконным оборотом наркотических средств и психотропных веществ и связанными с ними преступлениями (1998 год); Соглашение об академическом сотрудничестве между министерством иностранных дел Мексики и министерством иностранных дел Тринидада и Тобаго (1998 год); Соглашение о привлечении и взаимной защите инвестиций (2006 год); Соглашение об отмене визовых требований для владельцев обычных паспортов (2008 год) и Меморандум о взаимопонимании в отношении дипломатического академического сотрудничества между министерством иностранных дел Мексики и Университетом Вест-Индии, кампус Сент-Огастин (2016 год).

## Торговля
В 2018 году объём товарооборота между странами составил сумму 420 миллионов долларов США. Экспорт Мексики на Тринидад и Тобаго: холодильники, доломит, экстракт солода, трубы и полые профили, продукты на химической основе. Экспорт Тринидада и Тобаго в Мексику: сжиженные углеводородные газы, продукты на основе аммиака и химические вещества. Мексиканская многонациональная компания «Cemex» инвестирует и работает в Тринидаде и Тобаго.

## Дипломатические представительства
- Мексика имеет посольство в Порт-оф-Спейне[12].
- Интересы Тринидада и Тобаго в Мексике представлены через посольство в Вашингтоне, США[13].